# Storfors (gemeente)
Storfors is een Zweedse gemeente in Värmland. De gemeente behoort tot de provincie Värmlands län. Ze heeft een totale oppervlakte van 475,1 km² en telde 4026 inwoners in 2020.

## Plaatsen
- Storfors (plaats)
- Kyrksten
- Lungsund